# Isotopes du silicium
Le silicium (Si, numéro atomique 14) possède 23 isotopes connus, avec un nombre de masse compris entre 22 et 44. Seuls 28Si (très majoritaire), 29Si et 30Si sont stables et présents dans la nature en quantité non négligeable. Le silicium possède donc une masse atomique standard de 28,0855(3) u.
Le radioisotope ayant la plus longue durée de vie est 32Si, produit par la spallation des rayons cosmiques de l'argon,. Sa demi-vie a été estimée à 132 ans et il se désintègre par émission β (0,21 MeV) en 32P (demi-vie de 14,28 jours) qui se désintègre ensuite en 32S (stable). Après 32Si, 31Si est le radioisotope avec la plus grande demi-vie, 157,3 minutes. Tous les autres radioisotopes ont une demi-vie inférieure à 7 secondes, celui à la demi-vie la plus courte étant 43Si (> 60 nanosecondes).
Les radioisotopes plus légers que les isotopes stables se désintègrent en isotopes de l'aluminium ou en isotopes du magnésium, les plus lourds en isotopes du phosphore.

## Silicium naturel
Le silicium naturel est constitué des trois isotopes stables 28Si (le plus abondant), 29Si et 30Si, et de traces du radioisotope 32Si d'origine cosmogénique issu de la spallation de l'argon 40 atmosphérique ainsi que des essais nucléaires atmosphériques.
| Isotope | Abondance (pourcentage molaire) | Gamme de variations |
| ------- | ------------------------------- | ------------------- |
| 28Si    | 92,223 (19) %                   | 92,205 – 92,241     |
| 29Si    | 4,685 (8) %                     | 4,678 – 4,692       |
| 30Si    | 3,092 (11) %                    | 3,082 – 3,102       |
| 32Si    | Traces                          |                     |

## Isotopes notables

### Silicium 32
Le silicium 32 a été découvert en 1954 sa présence dans l'environnement a été mise en évidence en 1960. Sa demi-vie a été longtemps mal connue, du fait de la difficulté à isoler suffisamment de silicium 32 pour l'étudier; aujourd'hui fixée à 170 ans, elle avait été estimée à 500 ans en 1964, et à 101 ans en 1980. Bien que cela pose des difficultés techniques, le silicium 32 peut être utilisé pour la datation radiométrique de sédiments ou de masses d'eau pour des âges de l'ordre de quelques siècles,, sa demi-vie étant intermédiaire entre celle du plomb 210 et celle du carbone 14.

## Table des isotopes
| Symbole de l'isotope | Z (p) | N (n) | Masse isotopique (u) | Demi-vie          | Mode(s) de désintégration | Isotope fils | Spin nucléaire |
| -------------------- | ----- | ----- | -------------------- | ----------------- | ------------------------- | ------------ | -------------- |
| 22Si                 | 14    | 8     | 22,03453(22)#        | 29(2) ms          | β+ (68 %)                 | 22Al         | 0+             |
| 22Si                 | 14    | 8     | 22,03453(22)#        | 29(2) ms          | β+, p (32 %)              | 21Mg         | 0+             |
| 23Si                 | 14    | 9     | 23,02552(21)#        | 42,3(4) ms        | β+                        | 23Al         | 3/2+#          |
| 24Si                 | 14    | 10    | 24,011546(21)        | 140(8) ms         | β+ (92 %)                 | 24Al         | 0+             |
| 24Si                 | 14    | 10    | 24,011546(21)        | 140(8) ms         | β+, p (8 %)               | 23Mg         | 0+             |
| 25Si                 | 14    | 11    | 25,004106(11)        | 220(3) ms         | β+ (63,19 %)              | 25Al         | 5/2+           |
| 25Si                 | 14    | 11    | 25,004106(11)        | 220(3) ms         | β+, p (36,8 %)            | 24Mg         | 5/2+           |
| 26Si                 | 14    | 12    | 25,992330(3)         | 2,234(13) s       | β+                        | 26Al         | 0+             |
| 27Si                 | 14    | 13    | 26,98670491(16)      | 4,16(2) s         | β+                        | 27Al         | 5/2+           |
| 28Si                 | 14    | 14    | 27,9769265325(19)    | Stable            | Stable                    | Stable       | 0+             |
| 29Si                 | 14    | 15    | 28,976494700(22)     | Stable            | Stable                    | Stable       | 1/2+           |
| 30Si                 | 14    | 16    | 29,97377017(3)       | Stable            | Stable                    | Stable       | 0+             |
| 31Si                 | 14    | 17    | 30,97536323(4)       | 157,3(3) min      | β−                        | 31P          | 3/2+           |
| 32Si                 | 14    | 18    | 31,97414808(5)       | 170 ans           | β−                        | 32P          | 0+             |
| 33Si                 | 14    | 19    | 32,978000(17)        | 6,18(18) s        | β−                        | 33P          | (3/2+)         |
| 34Si                 | 14    | 20    | 33,978576(15)        | 2,77(20) s        | β−                        | 34P          | 0+             |
| 35Si                 | 14    | 21    | 34,98458(4)          | 780(120) ms       | β− (94,74 %)              | 35P          | 7/2-#          |
| 35Si                 | 14    | 21    | 34,98458(4)          | 780(120) ms       | β−, n (5,26 %)            | 34P          | 7/2-#          |
| 36Si                 | 14    | 22    | 35,98660(13)         | 0,45(6) s         | β− (88 %)                 | 36P          | 0+             |
| 36Si                 | 14    | 22    | 35,98660(13)         | 0,45(6) s         | β−, n (12 %)              | 35P          | 0+             |
| 37Si                 | 14    | 23    | 36,99294(18)         | 90(60) ms         | β− (83 %)                 | 37P          | (7/2-)#        |
| 37Si                 | 14    | 23    | 36,99294(18)         | 90(60) ms         | β−, n (17 %)              | 36P          | (7/2-)#        |
| 38Si                 | 14    | 24    | 37,99563(15)         | 90# ms [> 1 µs]   | β−, n                     | 37P          | 0+             |
| 38Si                 | 14    | 24    | 37,99563(15)         | 90# ms [> 1 µs]   | β−                        | 36P          | 0+             |
| 39Si                 | 14    | 25    | 39,00207(36)         | 47,5(20) ms       | β−                        | 39P          | 7/2-#          |
| 40Si                 | 14    | 26    | 40,00587(60)         | 33,0(10) ms       | β−                        | 40P          | 0+             |
| 41Si                 | 14    | 27    | 41,01456(198)        | 20,0(25) ms       | β−                        | 41P          | 7/2-#          |
| 42Si                 | 14    | 28    | 42,01979(54)#        | 13(4) ms          | β−                        | 42P          | 0+             |
| 43Si                 | 14    | 29    | 43,02866(75)#        | 15# ms [> 260 ns] |                           |              | 3/2-#          |
| 44Si                 | 14    | 30    | 44,03526(86)#        | 10# ms            |                           |              | 0+             |

1. ↑  isotopes stables en gras.

### Remarques
- La précision sur les abondances isotopiques et de la masse atomique est limitée par des variations. Les gammes de données sont normalement applicables  à tout matériau normal terrestre.
- Les valeurs marquées # ne sont pas purement dérivées des données expérimentales, mais aussi au moins en partie à partir des tendances systématiques. Les spins avec des arguments d'affectation faibles sont entre parenthèses.
- Les incertitudes sont données de façon concise entre parenthèses après la décimale correspondante. Les valeurs d'incertitude dénotent un écart-type, à l'exception de la composition isotopique et de la masse atomique standard de l'IUPAC qui utilisent des incertitudes élargies.